# NGC 5160
NGC 5160 је двојна звезда у сазвежђу Девица која се налази на NGC листи објеката дубоког неба.
Деклинација објекта је + 5° 59' 45" а ректасцензија 13h 28m 21,6s. Привидна величина (магнитуда) објекта NGC 5160 износи 14,3.